# Иън Холм
Сър Иън Холм Кътбърт, CBE (на английски: Ian Holm Cuthbert) е британски театрален и филмов актьор. Носител на награди „Тони“, „Лорънс Оливие“ и две награди БАФТА, номиниран е за „Сатурн“, „Оскар“ и две награди „Еми“. Известни филми с негово участие са „Пришълецът“, „На западния фронт нищо ново“, „Огнените колесници“, „Бразилия“, „Петият елемент“, „Властелинът на пръстените“, „Авиаторът“, „Рататуй“, „Хобит: Неочаквано пътешествие“ и други.
Иън Холм е командор на Британската империя от 1989 г. и рицар-бакалавър от 1998 г. заради приноса му към драматургията.

## Биография
Иън Холм е роден на 12 септември 1931 г. в лондонския квартал Гудмейс, Есекс, Англия. Родителите му са от шотландски произход. Баща му Джеймс Кътбърт е психиатър и директор на Психиатричната болница в Уест Хем, а майка му Джийн е медицинска сестра в същото болнично заведение. Баща му е един в пионерите на електрошоковата терапия. Иън има и по-възрастен брат, който умира от рак на простата през 1943 г.
Иън Холм решава да се занимава с актьорство на седемгодишна възраст, след като гледа постановката „Клетниците“ с участието на Чарлз Лотън. Първо учи в частното училище „Чигуел“, а по-късно е приет в „Кралската академия за драматично изкуство“. След като се дипломира, през 1954 г. се присъединява към „Кралската Шекспирова Трупа“.
Холм се е женил четири пъти. През 1991 година се жени за третата си съпруга, популярната актриса Пенелопе Уилтън. През 2001 се развежда и с нея. Има пет деца (три дъщери и двама синове), като само най-малката му дъщеря Джесика никога не е участвала във филм. Сара-Джон Холм играе във филма „A Bit of a Do“, Барнаби Холм играе в детски телевизионни филми сега живее в Лос Анджелис където притежава клуб, Хари Холм е автор на музикални клипове, а Мелиса Холм е кастинг директор.
През 2001 г. Холм е диагностициран с рак на простатата.

## Кариера
Познат е сред кинолюбителите с ролята на Неш в „Пришълецът“; от филма „Бразилия“ (1985); ролята на Билбо Бегинс в трилогията „Властелинът на пръстените“ и „Хобит: Неочаквано пътешествие“, отец Вито Корнелиус в „Петият елемент“ и във филма на Роланд Емерих – „След утрешния ден“.

## Избрана филмография
- „Сън в лятна нощ“ (1968)
- „О! Каква прекрасна война“ (1969)
- „Николай и Александра“ (1971)
- „Мери, кралицата на Шотландия“ (1971)
- „Младият Уинстън“ (1972)
- „Ад на Британик“ (1974)
- „Робин и Мариан“ (1976)
- „Да викаш дявола“ (1976)
- „Мъжът с желязната маска“ (Тв филм, 1977)
- „Исус от Назарет“ (минисериал, 1977)
- „Марширувай или умри“ (1977)
- „Холокост“ (минисериал, 1978)
- „Клетниците“ (Тв филм, 1978)
- „Пришълецът“ (1979)
- „На западния фронт нищо ново“ (Тв филм, 1979)
- „Огнените колесници“ (1981)
- „Бандити на времето“ (1981)
- „Завръщането на войника“ (1982)
- „Тарзан от рода Грейстоук“ (1984)
- „Уедърби“ (1985)
- „Бразилия“ (1985)
- „Танц с непознат“ (1985)
- „Друга жена“ (1988)
- „Безкрайната игра“ (минисериал, 1989)
- „Хенри V“ (1989)
- „Хамлет“ (1990)
- „Кафка“ (1991)
- „Гол обяд“ (1991)
- „Син лед“ (1992)
- „Часът на прасето“ (1993)
- „Франкенщайн“ (1994)
- „Лудостта на крал Джордж“ (1994)
- „Червената шапчица“ (Тв филм, 1995)
- „Голямата нощ“ (1996)
- „Лох Нес“ (1996)
- „Нощ се спуска над Манхатън“ (1996)
- „Петият елемент“ (1997)
- „Примамливото отвъдно“ (1997)
- „Луд живот“ (1997)
- „Екзистенц“ (1999)
- „Мачът“ (1999)
- „Чудотворецът“ (анимация, 2000)
- „Благослови детето“ (2000)
- „Новите дрехи на императора“ (2001)
- „От ада“ (2001)
- „Властелинът на пръстените: Задругата на пръстена“ (2001)
- „Властелинът на пръстените: Завръщането на краля“ (2003)
- „Гардън Стейт“ (2004)
- „След утрешния ден“ (2004)
- „Светът на драконите: Фантазия, превърната в реалност“ (Тв филм, 2004)
- „Авиаторът“ (2004)
- „Хромофобия“ (2005)
- „Цар на войната“ (2005)
- „О, Йерусалим“ (2006)
- „Рататуй“ (анимация, 2007)
- „1066“ (минисериал, 2009)
- „Хобит: Неочаквано пътешествие“ (2012)
- „Хобит: Битката на петте армии“ (2014)